# Zustimmungswahl

Bei einem Stimmzettel einer Wahl durch Zustimmung kann der Wähler seine Stimme beliebig vielen Kandidaten geben.

Die Zustimmungswahl, auch Wahl durch Zustimmung, ist ein Wahlverfahren, bei dem der Wähler die Möglichkeit hat, für beliebig viele der Kandidaten zu stimmen. Er wählt so nicht mehr den Kandidaten oberster Präferenz, sondern alle, die ihm akzeptabel erscheinen. Der Kandidat mit den meisten erhaltenen Stimmen gewinnt die Wahl. 

## Merkmale
Bei der Möglichkeit, nur einen Kandidaten zu wählen, kann durch die Wahlarithmetik der am meisten polarisierende Kandidat gewinnen, während bei der Wahl durch Zustimmung eher der beliebteste Kandidat gewinnt. So wurde in einer französischen Studie festgestellt, dass es bei der Präsidentschaftswahl in Frankreich 2002, wenn in der ersten Runde Wahl durch Zustimmung der Modus gewesen wäre, höchstwahrscheinlich zu einer Stichwahl zwischen dem konservativen Amtsinhaber Jacques Chirac und dem Sozialisten Lionel Jospin gekommen wäre anstatt zu der tatsächlichen Stichwahl zwischen Chirac und dem rechtsextremen Jean-Marie Le Pen, da Jospin in der Bevölkerung deutlich mehr Zustimmung erhalten hätte als Le Pen.
Die Wahl durch Zustimmung ist eine vereinfachte Form der Bewertungswahl, in der nur die Punktzahlen 0 und 1 möglich sind.

## Varianten
Bei der einfachen Wahl durch Zustimmung mit nur einem Kreuz ist das fehlende Kreuz rechnerisch immer eine Ablehnung („Nein-Stimme“). Es ist dem Wähler bei dieser Variante nicht möglich, für einen bestimmten Kandidaten seine Enthaltung auszudrücken. Nur mit einem ungültigen Wahlzettel kann man sich aller Kandidaten zusammen enthalten.

### Wahl durch Zustimmung mit Enthaltung

#### Technische Ausgestaltung
Um eine Enthaltung pro Kandidat zu ermöglichen, hat man zwei (rein technische) Ausgestaltungen für die Wahlzettel:
- Man bietet ein Zustimmungs- und ein Ablehnungsfeld an.
- Man bietet ein Zustimmungs-, ein Ablehnungs- und ein Enthaltungsfeld an.

In der Variante ohne Enthaltungsfeld braucht man kein Kreuz am Kandidaten zu setzen, um seiner Enthaltung Ausdruck zu verleihen. Bei der Variante mit Enthaltungsfeld wird dem Wähler verdeutlicht, dass er eine Enthaltungsmöglichkeit hat und eine nachträgliche Manipulation des Wahlzettels wird erschwert.

#### Unterschiede zur Wahl durch Zustimmung ohne Enthaltung
Zustimmungswahl mit Enthaltung hat einige Vorteile:
- Bei einer großen Menge an Kandidaten, die dem Wähler nicht vollkommen bekannt sind, muss die fehlende Information zu einzelnen Kandidaten nicht zu einer Ablehnung führen. Der Wähler kann seine Kenntnis der Kandidaten daher genauer spezifizieren.
- Mit der Enthaltungsstimme ergibt sich die Möglichkeit, eine einfache Mehrheit (mehr Zustimmung als Ablehnung) zu erkennen. Die Wahl durch Zustimmung ohne Enthaltung kann hingegen nur eine absolute Mehrheit (mehr Zustimmung als andere Stimmen) erkennen.
- Es ist in einem oder wenigen Wahlgängen möglich, eine festgelegte Anzahl an Kandidaten zu wählen, wenn man konsequenterweise (um die Enthaltungen zu berücksichtigen) die einfache Mehrheit wählt.

Eine Wahl durch Zustimmung mit Enthaltung entspricht einer Zusammenfassung von n Wahlgängen in einen Wahlgang, wobei n die Anzahl der Kandidaten ist.
Dadurch ergibt sich auch ein Nachteil dieser Variante:
- Der Aufwand der Auszählung ist bei einer hohen Anzahl von Kandidaten höher als bei einer Zustimmungswahl ohne Enthaltung.
- Wahl durch Zustimmung mit Enthaltung eignet sich nicht, um Rangfolgen zu bestimmen, wenn man eine große Anzahl an Kandidaten hat.

## Anwendung
Der Wahlmodus wird in einigen wissenschaftlichen Institutionen sowie bei der Wahl des Generalsekretärs der Vereinten Nationen eingesetzt. In der Sowjetunion und einigen osteuropäischen Staaten wurde in der zweiten Hälfte der 1980er-Jahre ein ähnliches System bei parteiinternen Wahlen eingesetzt, in dem Namen der Kandidaten jedoch nicht angekreuzt, sondern durchgestrichen werden konnten. Der Wähler drückte also so seine Ablehnung gegenüber einem Kandidaten aus. Von der Logik her sind jedoch beide Systeme äquivalent.
In Deutschland wird die Wahl durch Zustimmung von der Piratenpartei und von Bündnis 90/Die Grünen München bei Kandidatenwahlen genutzt. Auch wird die Wahl durch Zustimmung teilweise innerhalb der Piratenpartei in der Vorentscheidung zur Abstimmung von Anträgen verwendet, wenn mehrere konkurrierende Anträge zur Abstimmung stehen. Die Wahl durch Zustimmung mit Enthaltung wurde erstmals auf der Aufstellungsversammlung der Piratenpartei Niedersachsen in Wolfenbüttel durchgeführt. Aus 68 Bewerbern konnten so 30 Kandidaten in vier Stunden und einem Wahlgang gewählt werden.

## Taktik
Es gibt offensichtliche Möglichkeiten, taktisch zu wählen: 
Wenn der Wähler keine Information über das wahrscheinliche Wahlergebnis hat, bietet sich an, die als überdurchschnittlich gut empfundenen Kandidaten zu wählen. Wenn sich ein Rennen zwischen zwei Kandidaten abzeichnet und der Wähler im System der einfachen Mehrheit das kleinere Übel wählen würde, ist die optimale Taktik, diesen auch bei der Zustimmungswahl zu wählen und dazu alle, die man dem Kompromisskandidaten gegenüber bevorzugt. 
Dennoch ist das beschriebene Verfahren eher taktikresistent. Angenommen, die Wahl verläuft unter Wahrung der Anonymität und ohne Bekanntgabe von Zwischenergebnissen, während noch gewählt wird. Wenn man des Weiteren annimmt, dass ein Wähler nur das unmittelbare Wahlergebnis optimieren will und keine langfristige Taktik verfolgt, dann hat der Wähler keinen Grund, einen Kompromisskandidaten über seinen Favoriten zu stellen. Bei wiederholtem Antreten derselben Kandidaten im Verlauf mehrerer Wahlen resultiert die Taktik, Kompromisskandidat und darüber Bevorzugte anzukreuzen, sogar in einer genaueren Repräsentierung des Mehrheitswillens.